# Jan Křižan (1882)

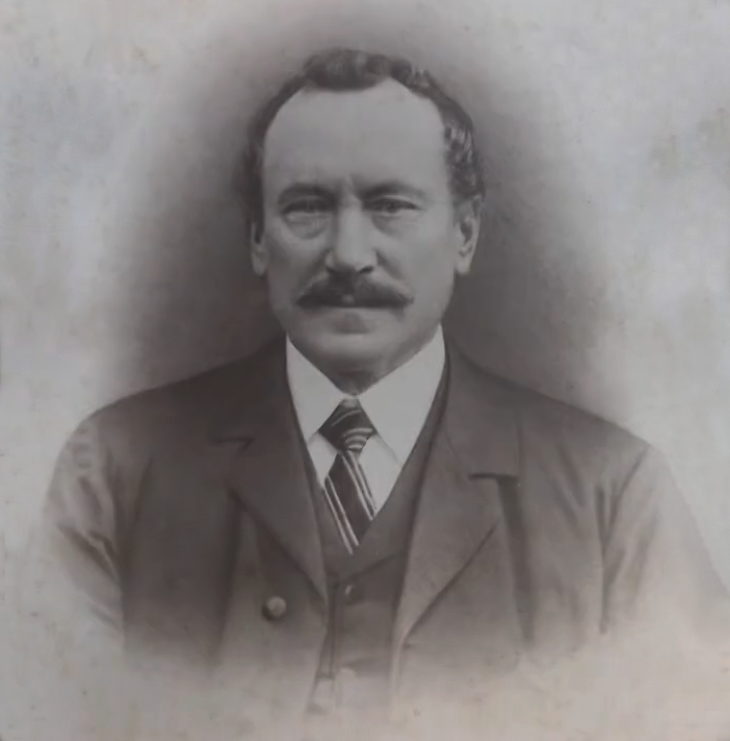
Jeho otec – rolník a obchodník se dřevem v Hodslavicích Jan Křižan starší (1843–1911)

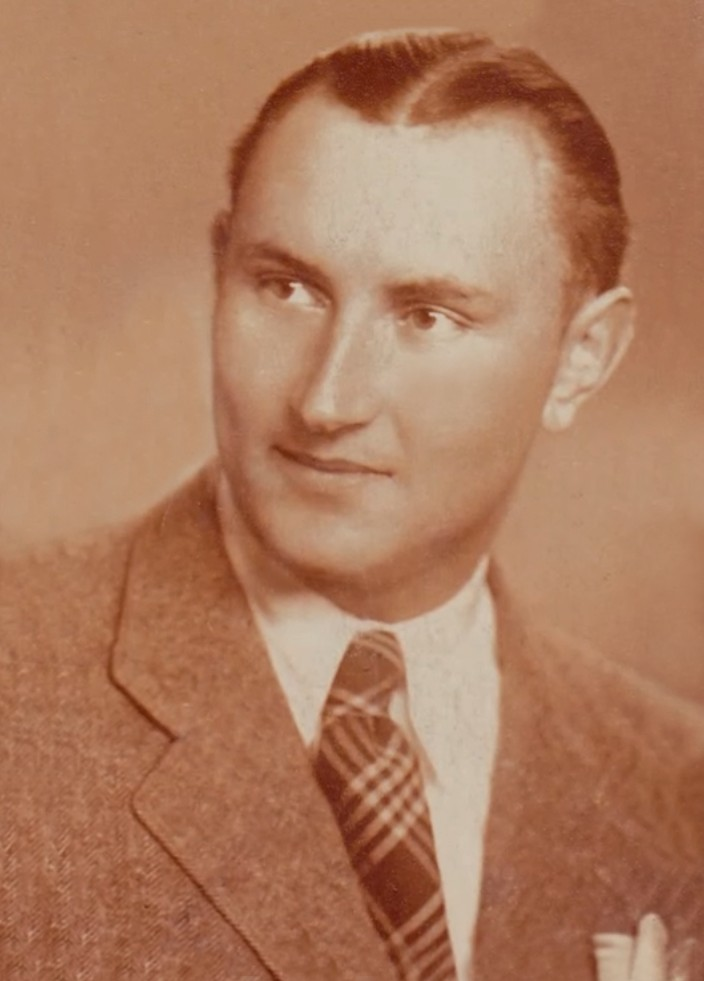
Jeho syn Jan Křižan (1915–1951)

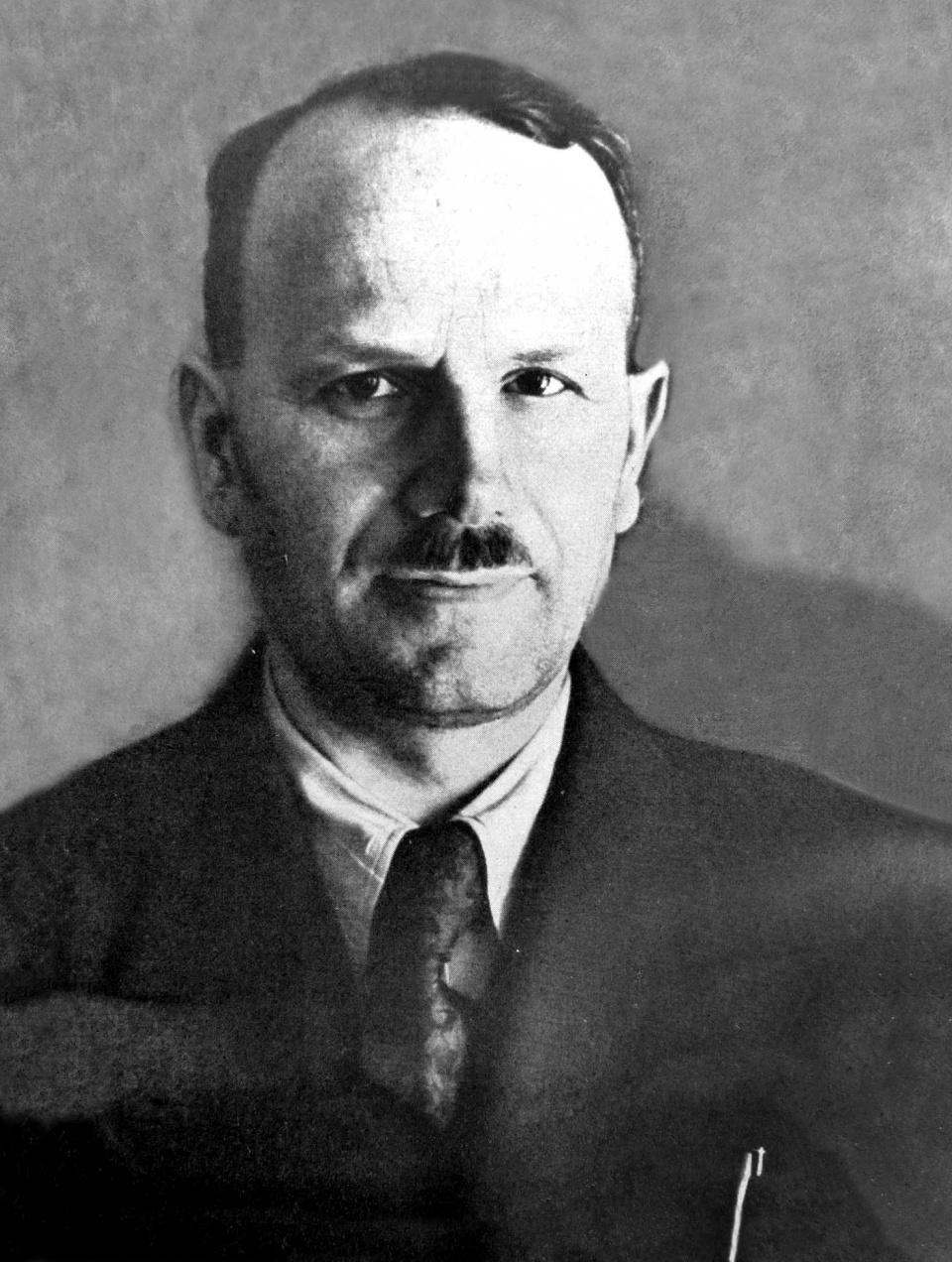
Janův švagr František Dobeš; bratr Janovy první manželky Emilie Křižanové

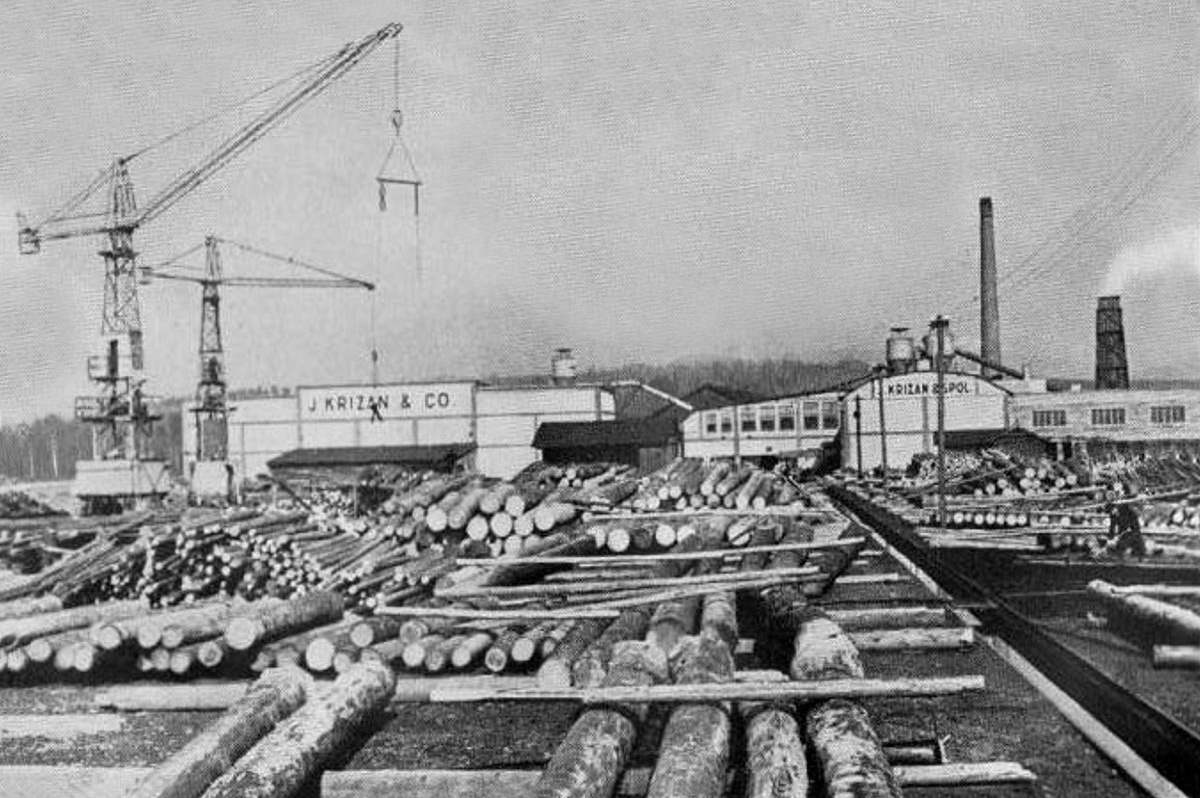
Pohled od západu na Křižanovu parní pilu v Krásně nad Bečvou (Valašském Meziříčí)

Jan Křižan (17. května 1882 Hodslavice na Moravě – 4. února 1941) byl zakladatel parní pily v Krásně nad Bečvou, valaškomeziříčský průmyslník v oboru zpracování dřeva, obchodník se dřevem a sponzor „Pamětní školy Františka Palackého“ v Hodslavicích.

## Život

### Rodinné zázemí
V Hodslavicích na gruntě číslo 75 sídlil rod Křižanů již od poloviny 17. století a je tam dodnes (rok 2024). Tento rod patřil k početným hodslavským rodům „tajných evangelíků“. Ti si zachovali víru přes celou dobu antireformace. Tajně se scházeli v Hodslavicích na místě zvaném Čtenice a splnili podmínky založit sbor, jakmile to bylo umožněno Tolerančním patentem (odkaz). Prvním kurátorem sboru byl Josef Křižan (1736–1797) z gruntu 75. Z jeho dospělosti dosáhnuvších dětí nejstarší Josef Křižan zdědil grunt. Mladší Ondra Křižan založil větev rodu, ze které pochází rodina Jana Křižana (* 1882). Mezi vzdálené příbuzné Jana Křižana (* 1882) patřila i matka Františka Palackého. Jmenovala se Anna Křižanová, provdaná Palacká (* 1. dubna 1770 – 25. října 1822).
Jan Křižan se narodil 17. května 1882 v Hodslavicích v čísle popisném 34. Jeho otcem byl rolník a obchodník se dřevem v Hodslavicích Jan Křižan (* 8. března 1843 – 1911). Jan nebyl jedináčkem, měl ještě sourozence: jedna z jeho sester byla vdaná Palacká, další Havlíčková a třetí Wágnerová.
Studium na České obchodní akademii v Brně dokončil Jan v roce 1900. Pro obchod měl přirozené vlohy a škola mu poskytla i tolik potřebné jazykové znalosti (němčina, angličtina).

### Rozjezd podnikání a rodina
Ještě za života svého otce Jana Křižana (1843–1911) si v roce 1910 zřídil Jan samostatný obchod se dřevem v Krásně nad Bečvou,  kde měl sklad tesařského dřeva a zajištěný transport po železnici. Po smrti svého otce Jana Křižana (1843–1911) v roce 1911 zdědil nějaké finanční prostředky a kromě vybudování nového skladu si zadal v roce 1911 výstavbu rodinné vily poblíž místa svého podnikání. Do nově postaveného domu se Jan přestěhoval spolu se svojí manželkou Emilií Křižanovou (rozenou Dobešovou; * 25. října 1892 Střítež nad Bečvou – 19. července 1933) poté, co byli oddáni. Se svojí manželkou Emilií měl Jan tři děti: nejstarší dceru Jarmilu Křižanovou (* 22. července 1912 – 13. května 1979) – později působila jako učitelka hudby; prostředního syna Jana Křižana (1915–1951) – převzal po otci výrobu a zpracování dřeva a nejmladší dceru Marii Křižanovou (1918–1990) – vystudovala medicínu, působila v oboru rentgenologie a měla rodinu v Praze.
Po smrti první manželky Emilie Křižanové (rozené Dobešové) v roce 1933 se Jan v roce 1937 podruhé oženil. Jeho druhou manželkou se stala Anežka Křižanová (rozená Caldová). Spolu s ní vyženil i nemanželského syna Miroslava.
Sňatek s Emilií mu otevřel cestu k podání žádosti (1. září 1913) o zřízení parní pily v Krásně nad Bečvou. Nový sklad dřeva a železniční vlečku začal budovat v roce 1913, s pořezem dřeva začal v roce 1914. V dubnu 1916 získal ještě povolení ke stavbě haly. Ještě před rokem 1924 zahájil provoz továrny na výrobu beden.

### První světová válka
Krátce po vypuknutí první světové války (28. července 1914) musel Jan narukovat do rakousko–uherské armády a byl odvelen do bojů na východní frontě. Tady byl postřelen do kolene a na doléčení z válečného zranění se dostal do lazaretu, který byl zřízen na zámku Kinských v Krásně nad Bečvou. Lazaret nebyl daleko do rodinného provozu a parní pily, kterou mezi tím vedla jeho manželka Emilie. Když se Jan poněkud zotavil, docházel na pilu své manželce Emilii pomáhat s podnikáním, protože rodinným provozům hrozila exekuce od věřitelů. Nakonec Emilie přemluvila svého bratra Františka Dobeše, aby v rodinném podniku přijal funkci prokuristy. Janův švagr František Dobeš opustil Prahu a ještě během Janova pobytu v lazaretu se Jan i František spřátelili. Po vyléčení kolene byl Jan opět odvelen do bojů na východní frontě, kde podruhé utrpěl střelné poranění. Tentokráte se jednalo o průstřel plic, při němž projektil uvízl v místě před páteří a tehdejšími prostředky jej nebylo možno operativně odstranit. Po uzdravení se pak Jan soustředil na dobudování parní pily. Jeho švagr František zůstal na pile i po Janově návratu z bojů první světové války a jeho práce přispěla k dalšímu rozvoji podniku.

### Jan Křižan a spol.
V roce 1923 založil Jan komanditní společnost Jan Křižan a spol.. V této společnosti byl Jan stále nezpochybnitelnýcm vlastníkem svého podniku (především pily). Při založení byl komplementářem a se společníky Josefem Huberem a Ing. Karlem Umlaufem ml. ručil neomezeně za dluhy této společnosti). Ostatní společníci – komanditisté, ručili za podnik a jeho dluhy jen v omezené míře. Komanditisty byli většinou majitelé okolních lesních statků. Největší z lesních statků sídlil v Rožnově pod Radhoštěm a byl ve vlastnictví Rotschildů. Jejich statek patřil pod Vítkovické železárny, které byly vlastněny vídeňskými Rotschildy a Gutmanny. Od 1. ledna 1923 Jan Křižan pronajal celou svoji pilu právě této komanditní společnosti. Řízení provozu a starost o odběratele ležela na jeho bedrech; celkové podnikatelské rozhodování ale zašťiťovala komanditní společnost. Komanditisté byli odpovědni i za dodávky dřeva na pořez a tak bylo celé podnikání se dřevem a jeho výrobky založeno na vzájemné důvěře panující mezi vlastníkem (Janem Křižanem) a ostatními jeho společníky. Křižanova pila se zařadila mezi významné zaměstnavatele ve městě a jako odběratel kulatiny stabilizovala její výrobu v okolních lesích.  
V roce 1927 nechal Jan vybudovat velkou správní budovu, ale později musela být zbořena a menší, skromnější objekt stejného určení byl jako náhrada vybudován v roce 1939 asi o 100 metrů jinde. Podnik na zpracování dřeva postupem doby Jan rozšířil tak, že patřil v roce 1927 k největším závodům svého druhu v Československu.
V roce 1929 fungovalo na pile v třísměnném provozu 9 katrů a téměř 450 zaměstnanců pořezalo v tomto roce 57 111 plnometrů kulatiny. Komanditní řešení uchránilo pilu před neblahými dopady světové hospodářské krize, která započala v říjnu 1929 a ovlivnila silně světové hospodářství, společnost i politiku 30. let 20. století. Komanditní společnost rozdělovala zisk na základě hospodářského výsledku. Díky zdrženlivosti komanditistů se vyhla platební neschopnosti a nadále poskytovala práci, byť v omezeném rozsahu. Se souhlasem komanditní společnosti Jan Křižan a spol. zahájil Jan na začátku velké hospodářské krize rozsáhlou rekonstrukci podniku. Během podnikové přestavby byl sice zastaven pořez dřeva, ale zhruba polovina zaměstnanců našla na přestavbě podniku práci a v době krize i odpovídající výdělek.
Po odeznění krize byl pořez obnoven a s ním se obnovil i export dřeva. Koncem 30. let 20. století (zhruba v letech 1937 až 1939) investoval Jan do rodinného podniku další peníze a zakoupil od firmy WOLFF dva velké věžové jeřáby, které bylo možno v areálu továrny vidět ještě v době sametové revoluce (po roce 1989).
Ještě za Rakouska-Uherska exportovala firma Jana Křižana tesařské dříví (a to i velkých rozměrů) do Vídně, Lvova a jinam. Později komanditní společnost Jan Křižan a spol. (v inzerátech uváděna jako „Jan Křižan a spol., parní pila a továrna na bedny ve Valašském Meziříčí“) vyvážela řezivo do Německa, ale i do Itálie, Holandska nebo Anglie. Firma měla sklady dřeva v Praze (Praha–Zlíchov, Zbraslavská třída U lihovaru), Hodoníně a dokonce i v Hamburku.

### Palackého škola v Hodslavicích
Jan byl celý svůj život úzce spjat se svojí rodnou obcí a kdykoliv do ní zavítal byl v ní vždy vítán. Zároveň si byl vědom propojení rodů Křižanů a Palackých i důležitého přínosu vzdělání pro život. Když dne 23. června 1928 do Hodslavic (po 23 letech podruhé, tehdy poprvé 20. srpna 1905 ještě jako profesor) zavítal prezident T. G. Masaryk (při své cestě na Radhošť), byl před slavnostním shromážděním jménem obce vítán Janem Křižanem z Krásna nad Bečvou a jménem školní mládeže žačkou obecné školy Jarmilou Býmovou. Jan byl také význačným sokolským pracovníkem. To byl důvod, proč Jan podpořil podnět valašské sokolské župy na zbudování základní školy v Hodslavicích, z nichž pocházel jak on sám, tak i český historik, politik a spisovatel František Palacký, který se v Hodslavicích 14. června 1798 narodil. A byl to nakonec továrník Jan Křižan, kdo inicioval výstavbu základní školy Františka Palackého v Hodslavicích. Budova byla pojata jako trvalý, praktický a užitečný pomník věnovaný Palackého památce. Základní kámen ke stavbě školy pocházel z místního kamenolomu a byl na stavbu přivezen v 19.00 hodin dne 26. května 1926 (v den 50. výročí úmrtí Františka Palackého). Položení základního kamene byl přítomen Jan Křižan; slavnostní projev pronesl při té příležitost profesor Dr. Albert Pražák (pozdější předseda České národní rady). Slavnostního otevření se škola postavená ve funkcionalistickém stylu dočkala 14. srpna 1932. Škola se nachází západně od ústí Křižanova potoka do Zrzávky. Finanční prostředky na stavbu školy byly získány celonárodní sbírkou, do které přispěl i tehdejší prezident Tomáš Garrigue Masaryk; další suma byla vybrána od občanů a rodáků z Hodslavic (423 tisíc Kč) a v této sumě byl zahrnut i většinový Janův příspěvek z peněz pily (50 tisíc Kč). Na stavbu školní budovy také poskytl veškerý stavební materiál svého oboru (především tesařské dříví).

### Ohrožení republiky
V době tzv. ohrožení Československa, tedy přibližně od března 1938 (anexe Rakouska Německem) do října 1938 (postoupení Sudet Německu na základě Mnichovské dohody z 30. září 1938), se konaly po celém území Československa různé akce – mezi nimi například „dary na obranu státu“. Jan Křižan osobně přispěl v létě 1938 v rámci této akce darem ve výši 25 tisíc korun. V tehdejší době bylo možno za tuto částku například pořídit malý automobil Tatra 57 (produkovaný kopřivnickou firmou Tatra v letech 1931 až 1948). Na obranu státu před hrozícím nebezpečím ze strany hitlerovského Německa přispěla dvojnásobnou částkou (50 tisíc Kč) i komanditní společnost Jan Křižan a spol.

### Protektorát
Po nastolení Protektorátu Čechy a Morava (po 15. březnu 1939) se staly ceny dřeva a výrobků z něj centrálně regulovány. V komanditní společnosti Jan Křižan a spol. přišli v procesu arizace komanditisté židovského původu o svůj majetek, vliv a často i o život. Čeští Němci (majitelé lesních statků), Moraváci ani Rakušáci společnost neovládali, firma byla přejmenována na „Vítkovické horní a hutní těžířstvo“, dostala se pod vliv „árijských“ Němců nebo jiných nežidovských osob (např. říšských Němců) a byla zařazena do Říšských závodů Hermanna Göringa (Herman Göring Werke).
Jan Křižan onemocněl koncem ledna 1941, jeho zdravotní stav se prudce zhoršil až nakonec dne 4. února 1941 průmyslník nemoci podlehl. Parní pilu zdědil jeho syn Jan Křižan, jeho dvě sestry (Jarmila a Marie) a druhá Janova manželka Anežka. Ta si nechala od ostatních dědiců vyplatit svůj podíl a se svým synem Miroslavem se po Janově smrti odstěhovala z Valašského Meziříčí.

## Po druhé světové válce
Jan Křižan mladší byl těsně po skončení druhé světové války jmenován „národním správcem“ společnosti a jeho úkolem bylo rozběhnout provoz ztrátové pily, což bylo obtížné v podmínkách, kdy nebylo sváženo dřevo, zaměstnanci dostávali nízké platy a částečně odcházeli do Sudet, kde se uvolnily nemovitosti a polnosti po odsunutých Němcích.
Na základě dekretů prezidenta republiky (především prezidentova dekretu číslo 100/1945 zapsaného v Úředním listu z 25. ledna 1946) proběhlo v Československu po druhé světové válce v letech 1945/1946 velké znárodnění klíčového průmyslu spočívající v rozsáhlé a jednorázově provedené konfiskaci dolů, velkých průmyslových podniků (v zásadě nad 500 zaměstnanců), podniků potravinářského průmyslu, akciových bank a soukromých pojišťoven. Pila, kterou vlastnil Jan Křižan mladší byla prohlášena za součást majetku Vítkovických železáren a i když nepatřila ke klíčovému průmyslu, byla zestátněna ministerstvem průmyslu (vedeném ministrem Bohumilem Laušmanem) již 1. ledna 1946. Jan Křižan mladší takovouto „právní manipulaci“ odmítal a proti vyvlastnění se odvolal. V odvolacím procesu sice neuspěl, ale znárodnění nebylo de jure (právně) ukončeno.
Socialistické dřevařství budované komunisty ovládalo jen menší pily, které byly zabrány Němcům a velká Křižanova pila byla vhodným základním stavebním kamenem národního podniku Českomoravské pily. Po znárodnění se tak pila stala „kmenovým jměním“ národního podniku se sídlem v Jihlavě.
Následujících 50 let podnik přežil bez zásadních změn strojního vybavení. V obchodním rejstříku byl národní podnik převeden ještě před sametovou revolucí v listopadu 1989 do právní formy akciové společnosti. V začátku 90. let 20. století byl ještě nějakou krátkou dobu provozován, ale nakonec byl pořez dřeva zastaven a ještě fungující stroje i oba jeřáby byly odvezeny neznámo kam. Zároveň byl podnik zatížen stomilionovým dluhem. Ten vznikl jako půjčka manažerů tehdejších Moravskoslezských dřevařských závodů a.s. u Investiční a poštovní banky (IPB) a do katastru nemovitostí byl protiprávně zapsán jako zástava, která zatížila pozemky podniku a budovy nacházející se v areálu pily.

### Restituce
Potomci Jana Křižana mladšího usilovali již od roku 1991 o navrácení rodinného majetku a od 26. března 1992 tak činili v rámci restitucí. Po mnoha letech sporů byly nezákonné zástavy na pozemcích a budovách spojené s půjčkou u IPB (a zanesené v katastru nemovitostí) zrušeny (vymazány) a Nejvyšší soud (NS) svým verdiktem ze dne 16. března 2017 rozhodl ve prospěch potomků (restituentů) po 26 letech od vznesení jejich restitučního nároku. Rodině Křižanů byly v restituci navráceny pozemky se zničenými budovami. Na pozemcích bývalé pily, po které nic nezůstalo, umožnilo město Valašské Meziříčí soukromým investorům vybudovat při nádraží rozsáhlé obchodní centrum nazvané OC Křižanova pila s velkým parkovištěm (Parkoviště OC Křižanova pila). Obchodní centrum je ve dvou budovách a rovněž parkoviště je rozděleno na dvě plochy. Obě části obchodního centra protíná komunikace nazvaná Na Křižanově pile. V současnosti (rok 2024) prochází areál devastované pily revitalizací, mimo jiné město Valašské Meziříčí na něm chystá stavbu autobusového terminálu (s podchodem propojujícím jej s vlakovými nástupišti) a novou budovu městského úřadu. Zároveň se Valašské Meziříčí zavázalo vybudovat stromořadí nazvané Alej Emilie a Jana Křižanových.